# Världscupen i längdåkning 1996/1997
Världscupen i längdåkning 1996/1997 inleddes i Kiruna den 23 november 1996 och avslutades i Oslo i Norge den 15 mars 1997. Den totala världscupen vanns av Bjørn Dæhlie från Norge på herrsidan och Jelena Välbe från Ryssland på damsidan.

## Tävlingskalender

### Herrar
| Placering | Datum                     | Plats      | Distans                                     | Etta                                                            | Tvåa                                                                       | Trea                                                                     |
| --------- | ------------------------- | ---------- | ------------------------------------------- | --------------------------------------------------------------- | -------------------------------------------------------------------------- | ------------------------------------------------------------------------ |
| 1.        | 23 november 1996          | Kiruna     | 10 kilometer fristilm                       | Bjørn Dæhlie                                                    | Jari Isometsä                                                              | Kristen Skjeldal                                                         |
| 2.        | 24 november 1996          | Kiruna     | Stafett 4 × 10 kilometer                    | –                                                               | –                                                                          | –                                                                        |
| 3.        | 7 december 1996           | Davos      | 10 kilometer klassisk stil                  | Mika Myllylä                                                    | Erling Jevne                                                               | Fulvio Valbusa                                                           |
| 4.        | 8 december 1996           | Davos      | Stafett 4 × 10 kilometer                    | FinlandJari Isometsä Sami Repo Harri Kirvesniemi Mika Myllylä   | SverigeMathias Fredriksson Anders Bergström Niklas Jonsson Henrik Forsberg | Norge IIKristen Skjeldal Vegard Ulvang Anders Eide Sture Sivertsen       |
| 5.        | 14 december 1996          | Brusson    | 15 kilometer fristil                        | Bjørn Dæhlie                                                    | Fulvio Valbusa                                                             | Kristen Skjeldal                                                         |
| 6.        | 15 december 1996          | Brusson    | Stafett 4 × 10 kilometer                    | NorgeEgil Kristiansen Anders Eide Kristen Skjeldal Bjørn Dæhlie | ItalienMaurizio Pozzi Fulvio Valbusa Gaudenzio Godioz Silvio Fauner        | SverigeMathias Fredriksson Anders Bergström Niklas Jonsson Torgny Mogren |
| 7.        | 18 december 1996          | Oberstdorf | 30 kilometer klassisk stil                  | Bjørn Dæhlie                                                    | Erling Jevne                                                               | Sture Sivertsen                                                          |
| 8.        | 4 januari 1997            | Kavgolovo  | 30 kilometer fristil                        | Mika Myllylä                                                    | Fulvio Valbusa                                                             | Maurizio Pozzi                                                           |
| 9.        | 11 januari 1997           | Hakuba     | 10 kilometer klassisk stil                  | Silvio Fauner                                                   | Erling Jevne                                                               | Jari Isometsä                                                            |
| 10.       | 12 januari 1997           | Hakuba     | 15 kilometer fristil                        | Silvio Fauner                                                   | Giorgio Di Centa                                                           | Jari Isometsä                                                            |
| 11.       | 18 januari 1997           | Lahtis     | Sprintstafett                               | –                                                               | –                                                                          | –                                                                        |
| 12.       | 19 januari 1997           | Lahtis     | 30 kilometer klassisk stil                  | Vladimir Smirnov                                                | Mika Myllylä                                                               | Henrik Forsberg                                                          |
| VM        | 21 februari – 2 mars 1997 | Trondheim  | Världsmästerskapen i nordisk skidsport 1997 | Världsmästerskapen i nordisk skidsport 1997                     | Världsmästerskapen i nordisk skidsport 1997                                | Världsmästerskapen i nordisk skidsport 1997                              |
| 13.       | 8 mars 1997               | Falun      | 15 kilometer klassisk stil                  | Bjørn Dæhlie                                                    | Sture Sivertsen                                                            | Erling Jevne                                                             |
| 14.       | 9 mars 1997               | Falun      | Stafett 4 × 10 kilometer                    | –                                                               | –                                                                          | –                                                                        |
| 15.       | 11 mars 1997              | Sunne      | Sprintklassisk stil                         | Bjørn Dæhlie                                                    | Tore Bjonviken                                                             | Mathias Fredriksson                                                      |
| 16.       | 14 mars 1997              | Oslo       | 50 kilometer fristil                        | Pietro Piller Cottrer                                           | Tor Arne Hetland                                                           | Bjørn Dæhlie                                                             |

### Damer
| Placering | Datum                     | Plats      | Distans                                     | Etta                                                                 | Tvåa                                                                         | Trea                                                                                   |
| --------- | ------------------------- | ---------- | ------------------------------------------- | -------------------------------------------------------------------- | ---------------------------------------------------------------------------- | -------------------------------------------------------------------------------------- |
| 1.        | 23 november 1996          | Kiruna     | 5 kilometer fristilm                        | Jelena Välbe                                                         | Stefania Belmondo                                                            | Nina Gavriljuk                                                                         |
| 2.        | 24 november 1996          | Kiruna     | Stafett 4 × 5 kilometer                     | –                                                                    | –                                                                            | –                                                                                      |
| 3.        | 7 december 1996           | Davos      | 10 kilometer klassisk stil                  | Stefania Belmondo                                                    | Jelena Välbe                                                                 | Nina Gavriljuk                                                                         |
| 4.        | 8 december 1996           | Davos      | Stafett 4 × 5 kilometer                     | NorgeBente Martinsen Anita Moen Marit Mikkelsplass Trude Dybendahl   | RysslandNina Gavriljuk Larisa Lazutina Ljubov Jegorova Jelena Välbe          | Ryssland IINatalia Baranova-Masolkina Svetlana Nagejkina Julia Tjepalova Olga Danilova |
| 5.        | 14 december 1996          | Brusson    | 15 kilometer fristil                        | Stefania Belmondo                                                    | Jelena Välbe                                                                 | Nina Gavriljuk                                                                         |
| 6.        | 15 december 1996          | Brusson    | Stafett 4 × 5 kilometer                     | RysslandNina Gavriljuk Olga Danilova Ljubov Jegorova Jelena Välbe    | Ryssland IIOlga Kornejeva Svetlana Nagejkina Larisa Lazutina Julia Tjepalova | ItalienGabriella Paruzzi Sabina Valbusa Guidina Dal Sasso Stefania Belmondo            |
| 7.        | 18 december 1996          | Oberstdorf | 10 kilometer klassisk stil                  | Trude Dybendahl                                                      | Bente Martinsen                                                              | Anita Moen                                                                             |
| 8.        | 5 januari 1997            | Kavgolovo  | 15 kilometer klassisk stil                  | Jelena Välbe                                                         | Larisa Lazutina                                                              | Ljubov Jegorova                                                                        |
| 9.        | 11 januari 1997           | Hakuba     | 5 kilometer klassisk stil                   | Stefania Belmondo                                                    | Kateřina Neumannová                                                          | Jelena Välbe                                                                           |
| 10.       | 12 januari 1997           | Hakuba     | 10 kilometer fristil                        | Stefania Belmondo                                                    | Kateřina Neumannová                                                          | Jelena Välbe                                                                           |
| 11.       | 18 januari 1997           | Lahtis     | 15 kilometer klassisk stil                  | Marit Mikkelsplass                                                   | Jelena Välbe                                                                 | Stefania Belmondo                                                                      |
| 12.       | 19 januari 1997           | Lahtis     | Sprintstafett                               | –                                                                    | –                                                                            | –                                                                                      |
| VM        | 21 februari – 2 mars 1997 | Trondheim  | Världsmästerskapen i nordisk skidsport 1997 | Världsmästerskapen i nordisk skidsport 1997                          | Världsmästerskapen i nordisk skidsport 1997                                  | Världsmästerskapen i nordisk skidsport 1997                                            |
| 13.       | 8 mars 1997               | Falun      | 5 kilometer fristil                         | Jelena Välbe                                                         | Stefania Belmondo                                                            | Kateřina Neumannová                                                                    |
| 14.       | 9 mars 1997               | Falun      | Stafett 4 × 5 kilometer                     | –                                                                    | –                                                                            | –                                                                                      |
| 15.       | 11 mars 1997              | Sunne      | Sprintklassisk stil                         | Trude Dybendahl                                                      | Jelena Välbe                                                                 | Bente Martinsen                                                                        |
| 16.       | 15 mars 1997              | Oslo       | 30 kilometer fristil                        | Stefania Belmondo                                                    | Jelena Välbe                                                                 | Elin Nilsen                                                                            |
| 17.       | 16 mars 1997              | Oslo       | Stafett 4 × 5 kilometer                     | RysslandOlga Danilova Nina Gavriljuk Svetlana Nagejkina Jelena Välbe | Norge IAnita Moen Elin Nilsen Marit Mikkelsplass Trude Dybendahl             | ItalienGabriella Paruzzi Lara Peyrot Sabina Valbusa Stefania Belmondo                  |

## Slutställning

### Herrar
| Placering | Åkare              | Poäng |
| 1.        | Bjørn Dæhlie       | 845   |
| 2.        | Mika Myllylä       | 580   |
| 3.        | Fulvio Valbusa     | 523   |
| 4.        | Erling Jevne       | 488   |
| 5.        | Silvio Fauner      | 447   |
| 6.        | Jari Isometsä      | 363   |
| 7.        | Kristen Skjeldal   | 351   |
| 8.        | Sture Sivertsen    | 345   |
| 9.        | Vladimir Smirnov   | 309   |
| 10.       | Aleksej Prokurorov | 290   |
| . . .     |                    |       |
| 98.       | Krzysztof Wańczyk  | 2     |

| Placering | Åkare             | Poäng |
| 1.        | Bjørn Dæhlie      | 448   |
| 2.        | Fulvio Valbusa    | 335   |
| 3.        | Silvio Fauner     | 320   |
| 4.        | Erling Jevne      | 256   |
| 5.        | Kristen Skjeldal  | 241   |
| 6.        | Jari Isometsä     | 238   |
| 7.        | Mika Myllylä      | 165   |
| 8.        | Sture Sivertsen   | 155   |
| 9.        | Sami Repo         | 140   |
| 10.       | Henrik Forsberg   | 137   |
| . . .     |                   |       |
| 74.       | Krzysztof Wańczyk | 2     |

| Placering | Åkare                 | Poäng |
| 1.        | Mika Myllylä          | 235   |
| 2.        | Bjørn Dæhlie          | 210   |
| 3.        | Vladimir Smirnov      | 193   |
| 4.        | Pietro Piller Cottrer | 124   |
| 5.        | Erling Jevne          | 116   |
| 6.        | Mathias Fredriksson   | 106   |
| 7.        | Fulvio Valbusa        | 102   |
| 8.        | Sture Sivertsen       | 100   |
| 9.        | Aleksej Prokurorov    | 93    |
| 10.       | Maurizio Pozzi        | 82    |
| . . .     |                       |       |
| 70.       | Krzysztof Wańczyk     | 0     |

### Damer
| Placering | Åkare               | Poäng |
| 1.        | Jelena Välbe        | 940   |
| 2.        | Stefania Belmondo   | 909   |
| 3.        | Kateřina Neumannová | 525   |
| 4.        | Nina Gavriljuk      | 518   |
| 5.        | Olga Danilova       | 414   |
| 6.        | Bente Martinsen     | 391   |
| 7.        | Marit Mikkelsplass  | 367   |
| 8.        | Larisa Lazutina     | 366   |
| 9.        | Trude Dybendahl     | 334   |
| 10.       | Ljubov Jegorova     | 271   |
| . . .     |                     |       |
| 52.       | Bernadetta Bocek    | 21    |
| 64.       | Dorota Kwaśny       | 11    |

| Placering | Åkare               | Poäng |
| 1.        | Stefania Belmondo   | 489   |
| 2.        | Jelena Välbe        | 472   |
| 3.        | Kateřina Neumannová | 321   |
| 4.        | Bente Martinsen     | 232   |
| 5.        | Trude Dybendahl     | 225   |
| 6.        | Nina Gavriljuk      | 203   |
| 7.        | Fumiko Aoki         | 162   |
| 8.        | Olga Danilova       | 142   |
| 9.        | Ljubov Jegorova     | 135   |
| 10.       | Larisa Lazutina     | 130   |
| . . .     |                     |       |
| 40.       | Bernadetta Bocek    | 21    |
| 54.       | Dorota Kwaśny       | 11    |

| Placering | Åkare               | Poäng |
| 1.        | Jelena Välbe        | 340   |
| 2.        | Stefania Belmondo   | 280   |
| 3.        | Nina Gavriljuk      | 205   |
| 4.        | Marit Mikkelsplass  | 167   |
| 5.        | Olga Danilova       | 162   |
| 6.        | Larisa Lazutina     | 136   |
| 7.        | Elin Nilsen         | 109   |
| 8.        | Kateřina Neumannová | 99    |
| 9.        | Ljubov Jegorova     | 96    |
| 10.       | Bente Martinsen     | 95    |
| . . .     |                     |       |
| 57.       | Bernadetta Bocek    | 0     |
| 57.       | Dorota Kwaśny       | 0     |